# Honderdveld

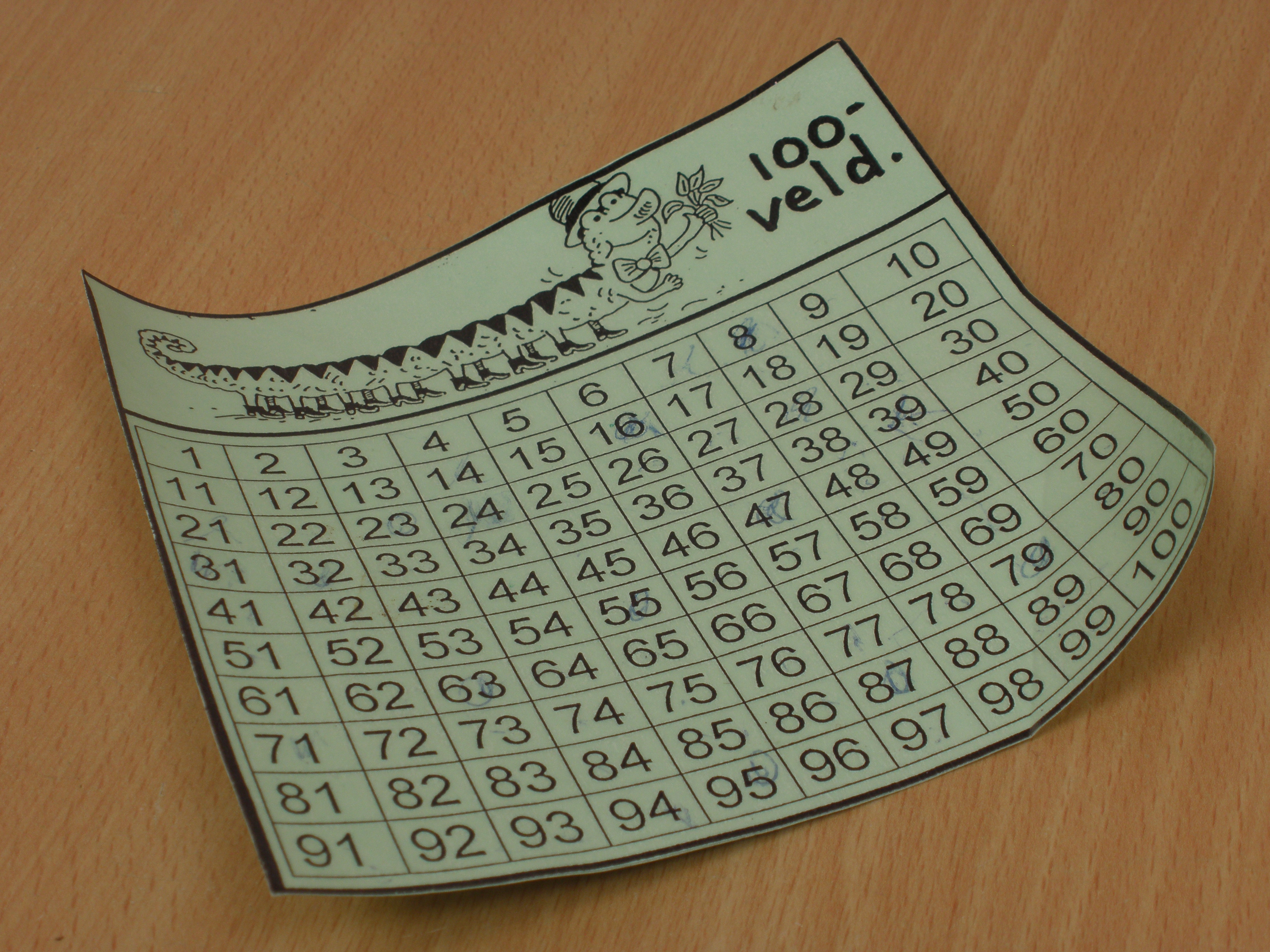
Honderdveld

Een honderdveld is een leermiddel dat gebruikt kan worden tijdens de rekenlessen in de middenbouw van de basisschool.

## Gebruik
Het honderdveld kan worden gebruikt om sommen tot en met honderd uit te rekenen en bij het oefenen van de getallenrij. Het maakt getalrelaties en -structuren visueel. Er bestaan houten varianten waarbij de getallen omgedraaid kunnen worden. Leerlingen kunnen zo de plaats van getallen oefenen: tussen welke andere getallen staat het getal, welk getal komt ervoor of erna? Het honderdveld kan klein worden afgedrukt en door leerlingen op de tafel worden gebruikt. Hierbij kunnen bepaalde getallen worden afgedekt met fiches.